# Lisa Langseth

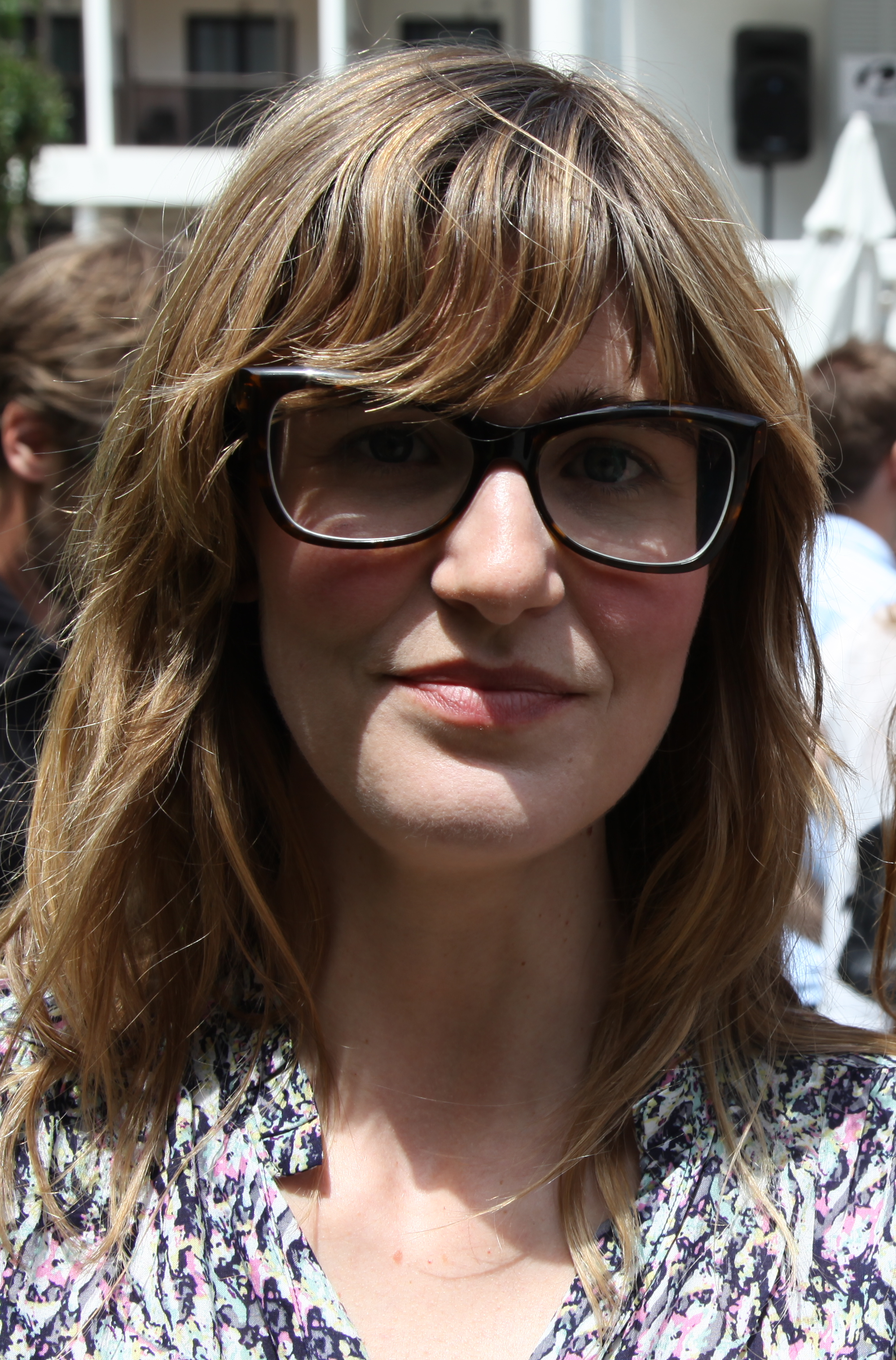
Lisa Langseth im Jahr 2012 auf den Filmfestspielen von Cannes.

Lisa Langseth (* 20. April 1975 in Stockholm) ist eine schwedische Filmregisseurin und Drehbuchautorin.

## Leben und Wirken
Langseth studierte von 1999 bis 2002 an der Theaterhochschule Stockholm (Stockholms dramatiska högskola) in den Fachbereichen Drehbuch und Regie. Im Anschluss veröffentlichte sie ihr erstes geschriebenes Stück, Die Geliebte (Den älskade), das sie mit Noomi Rapace in der Hauptrolle 2004 am Königlichen Dramatischen Theater in Stockholm erstmals inszenierte. 2006 folgte ihr erster Kurzfilm Godkämp, der unter anderem auf dem Filmfestival Göteborg ausgezeichnet wurde. Ihr Langspielfilmdebüt feierte sie 2011 mit Die innere Schönheit des Universums, einem Film basiert auf ihrem Bühnenstück Die Geliebte. Für Die innere Schönheit des Universums wurde sie mit dem schwedischen Filmpreis Guldbagge ausgezeichnet. Für ihren nächsten Film Hotell wurde sie ebenfalls für den Guldbagge nominiert. 2019 wurde bekannt, dass sie im Auftrag von Netflix eine Fernsehserie mit dem Titel Liebe und Anarchie konzipiert, die im Jahr 2020 veröffentlicht wurde.

## Filmografie (Auswahl)
- 2003: Skeppsholmen (nur Drehbuch, Fernsehserie, Folge 2.01)
- 2006: Godkänd (Kurzfilm)
- 2010: Die innere Schönheit des Universums (Till det som är vackert)
- 2013: Hotell
- 2017: Euphoria
- 2020: Liebe und Anarchie (Kärlek & Anarki, Fernsehserie, 8 Folgen)

## Auszeichnungen (Auswahl)
Internationales Filmfestival Göteborg 2006
- Ehrung für das Drehbuch von Godkänd

Internationales Filmfestival Busan 2010
- Auszeichnung mit dem Flash Forward Award für Die innere Schönheit des Universums

Internationales Filmfestival Mannheim-Heidelberg 2010
- Empfehlungen der Jury der Kinobetreiber für Die innere Schönheit des Universums

Guldbagge 2011
- Auszeichnung in der Kategorie Bestes Drehbuch für Die innere Schönheit des Universums
- Nominierung in der Kategorie Beste Regie für Die innere Schönheit des Universums

Guldbagge 2014
- Nominierung in der Kategorie Bestes Drehbuch für Hotell